# Spergularia rupicola
Spergularia rupicola är en nejlikväxtart som beskrevs av Le Jolis. Spergularia rupicola ingår i släktet rödnarvar, och familjen nejlikväxter. Inga underarter finns listade i Catalogue of Life.

## Bildgalleri

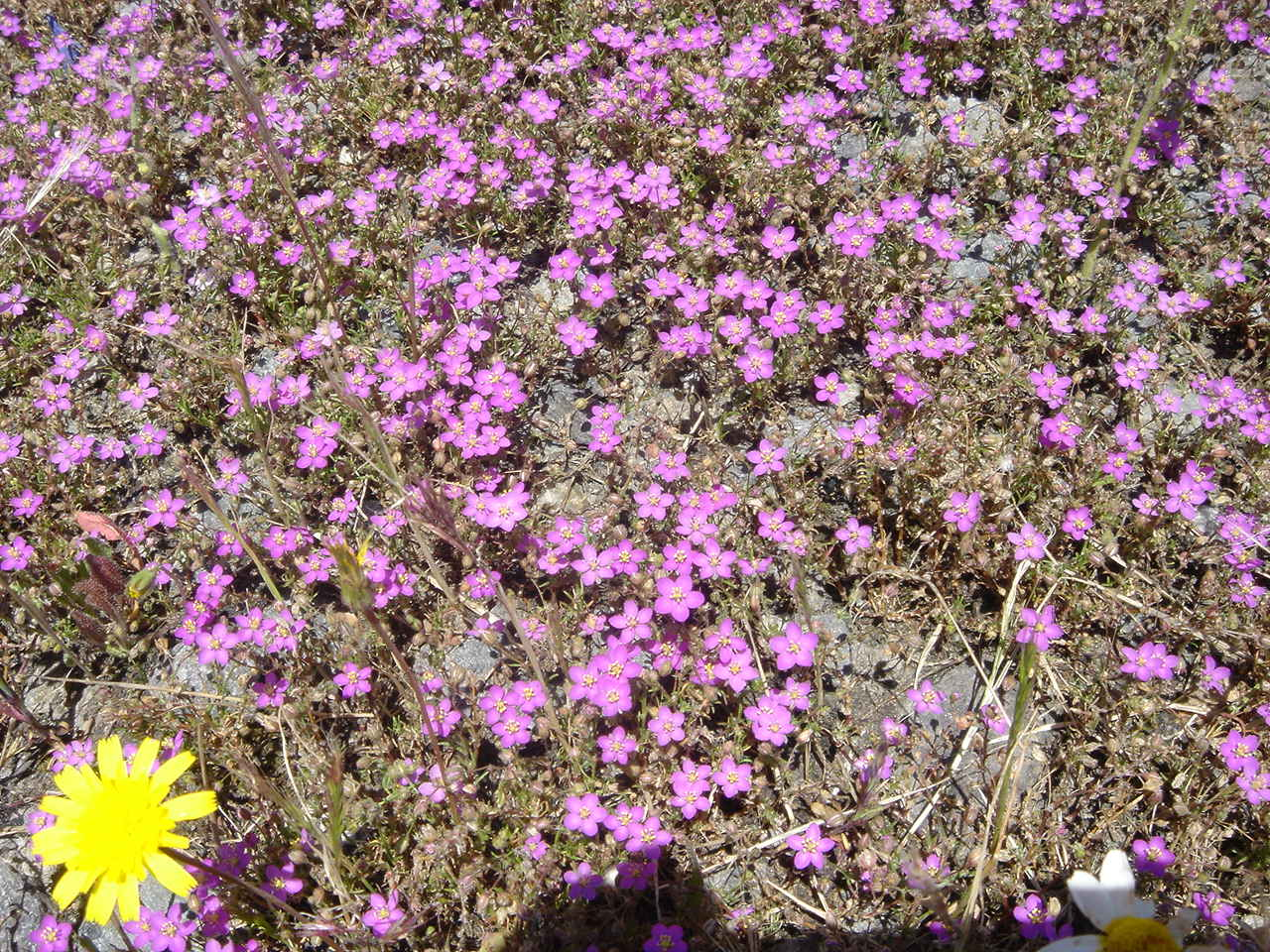